# Las Vegas Sands

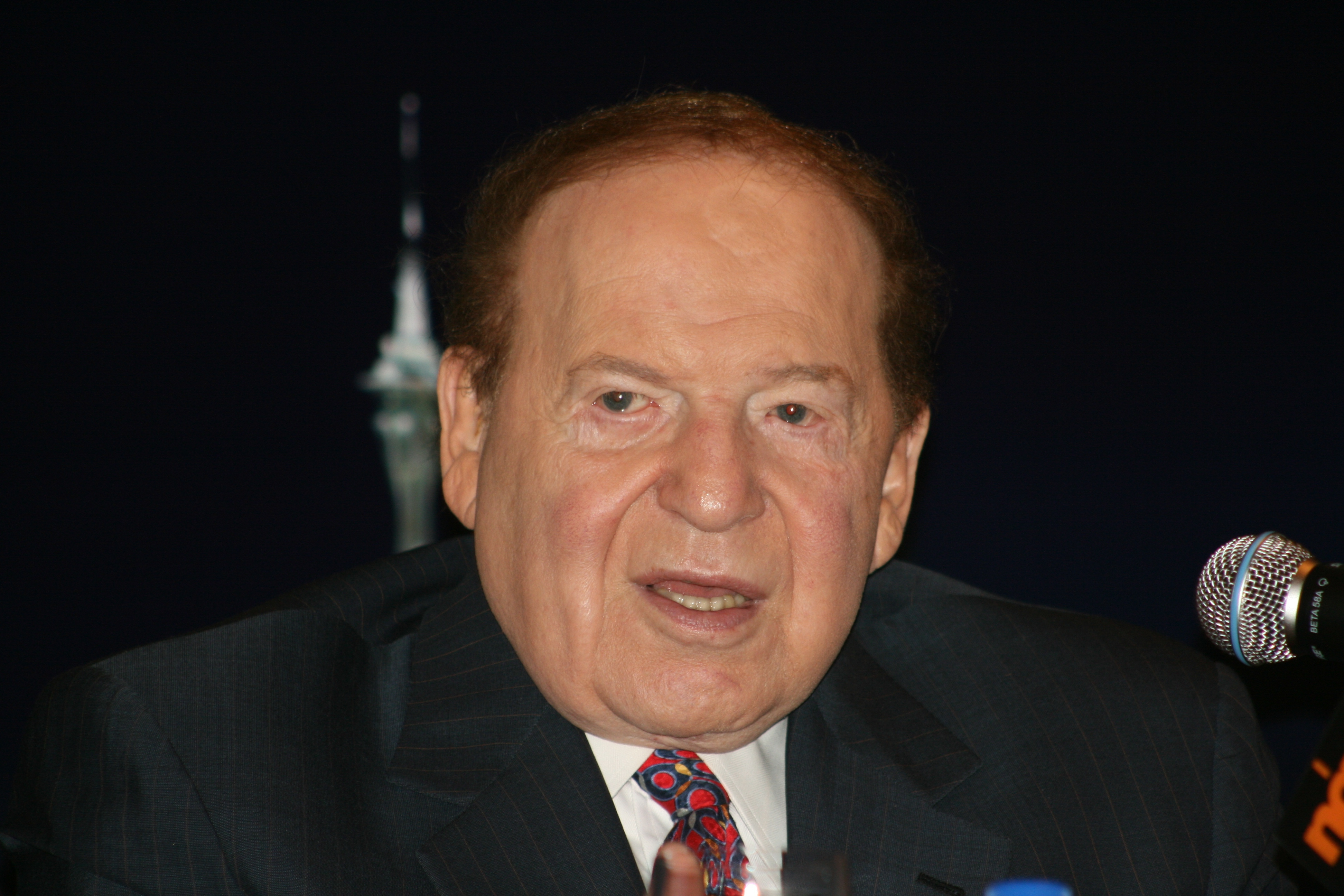
Sheldon Adelson

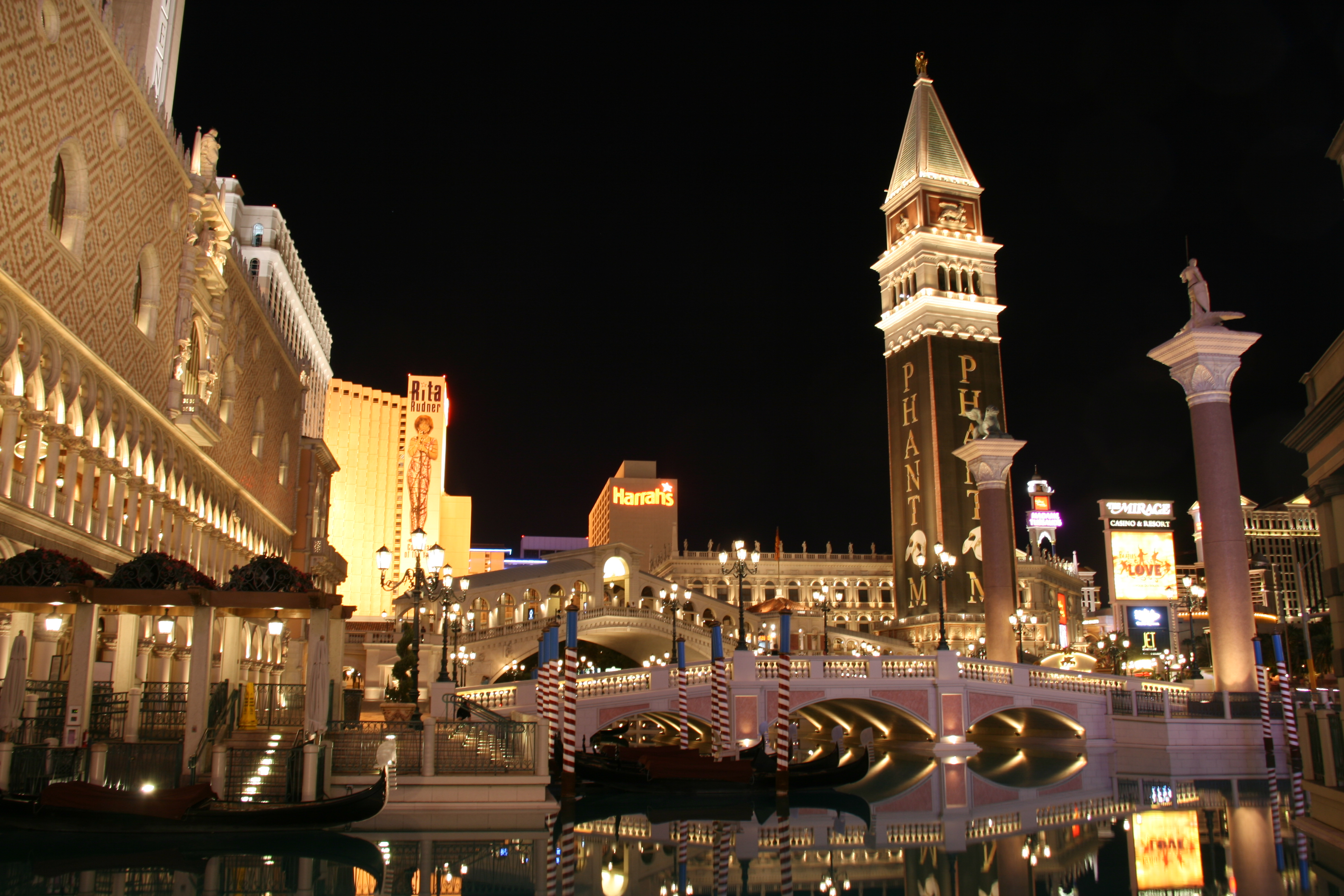
Das Venetian in Las Vegas

Die Las Vegas Sands Corporation gehört zu den international führenden Entwicklern von multifunktionalen Resorts mit Sitz in Paradise, Nevada. Der Gesellschaft gehören unter anderem das The Venetian Macao sowie weitere Hotel-Casino-Resorts in Macau und Singapur. Das Unternehmen ist auf dem 342. Platz im Fortune 500 gelistet.

## Geschichte
Im Jahr 1989 kauften Sheldon Adelson und seine Partner das berühmte Sands Hotel. 1990 eröffneten sie das Sands Expo and Convention Center, welches sich gegenüber dem Sands befindet. Am 30. Juni 1996 wurde das Sands Hotel geschlossen und wenig später abgerissen. Auf der Fläche entstand das Venetian Resort Hotel.
Adelson erkannte schnell das finanzielle Potenzial Asiens. So eröffnete Las Vegas Sands als erstes amerikanisches Unternehmen am 18. Mai 2004 das Sands Macau in Macau, da in Macau das Glücksspiel legal ist. Adelson sah zudem, dass eine Milliarde Menschen mit einem 3-Stunden-Flug Macau erreichen können. Somit expandierte das Unternehmen weiter und begann mit dem Bau des Venetian Macao. Das Hotel wurde vergleichsweise schnell gebaut und wurde am 28. August 2007 eröffnet. Im Jahr 2008 eröffnete Las Vegas Sands ein Four Seasons Hotel neben dem Venetian Macao.

### Finanzkrise
Trotz der Erfolge des Unternehmens in Asien wurde auch Las Vegas Sands von der Finanzkrise im Jahr 2008 getroffen. In Las Vegas fielen die Häuserpreise um ein Viertel, und Touristen blieben aus. Die Aktie des Unternehmens verlor fast 98 Prozent an Wert. Um den Abwärtstrend zu stoppen, lieh Adelson dem Unternehmen eine Milliarde US-Dollar. Seit 2009 kommen wieder mehr Besucher nach Las Vegas, und das Unternehmen erwirtschaftet wieder einen Gewinn.

### Das Unternehmen heute
Am 22. Mai 2009 wurde das Sands Casino Resort Bethlehem, welches in Bethlehem, Pennsylvania steht, eröffnet. Es wurde 2019 an die Poarch Band of Creek Indians verkauft. Am 27. April 2010 wurde das Marina Bay Sands eröffnet. Das Marina Bay Sands ist ein aus Casino und Hotel bestehendes Resort an der Marina Bay in Singapur. Das Resort kostete 5,6 Milliarden Dollar (ca. 4,6 Mrd. Euro).
Im April 2012 wurde bekannt, dass Sheldon Adelson ein Casinoresort in Spanien plane. Das Projekt soll 18 Milliarden Euro kosten und in mehreren Phasen realisiert werden.
Im Februar 2013 wurde bekannt, dass sich Adelson für Alcorcón bei Madrid entschieden habe. Letztendlich konnte sich der Investor aber nicht mit der Regierung einigen und das Projekt wurde Ende 2013 beerdigt.
2012 ermittelten das Justizministerium und die Börsenaufsichtsbehörde der USA gegen Las Vegas Sands wegen möglichen Verstoßes gegen den Foreign Corrupt Practices Act in Macau.
Nachdem Sheldon Adelson im Alter von 87 Jahren verstorben war, übernahm Robert Goldstein im Januar 2021 die Rolle des Chief Executive Officer. Im Jahr 2022 wurde das Venetian Resort Hotel für mehr als 6 Mrd. US-Dollar an die Private-Equity-Firma Appollo Global und den Real Estate Investment Fonds VICI Properties verkauft.

## Casinos und Hotels

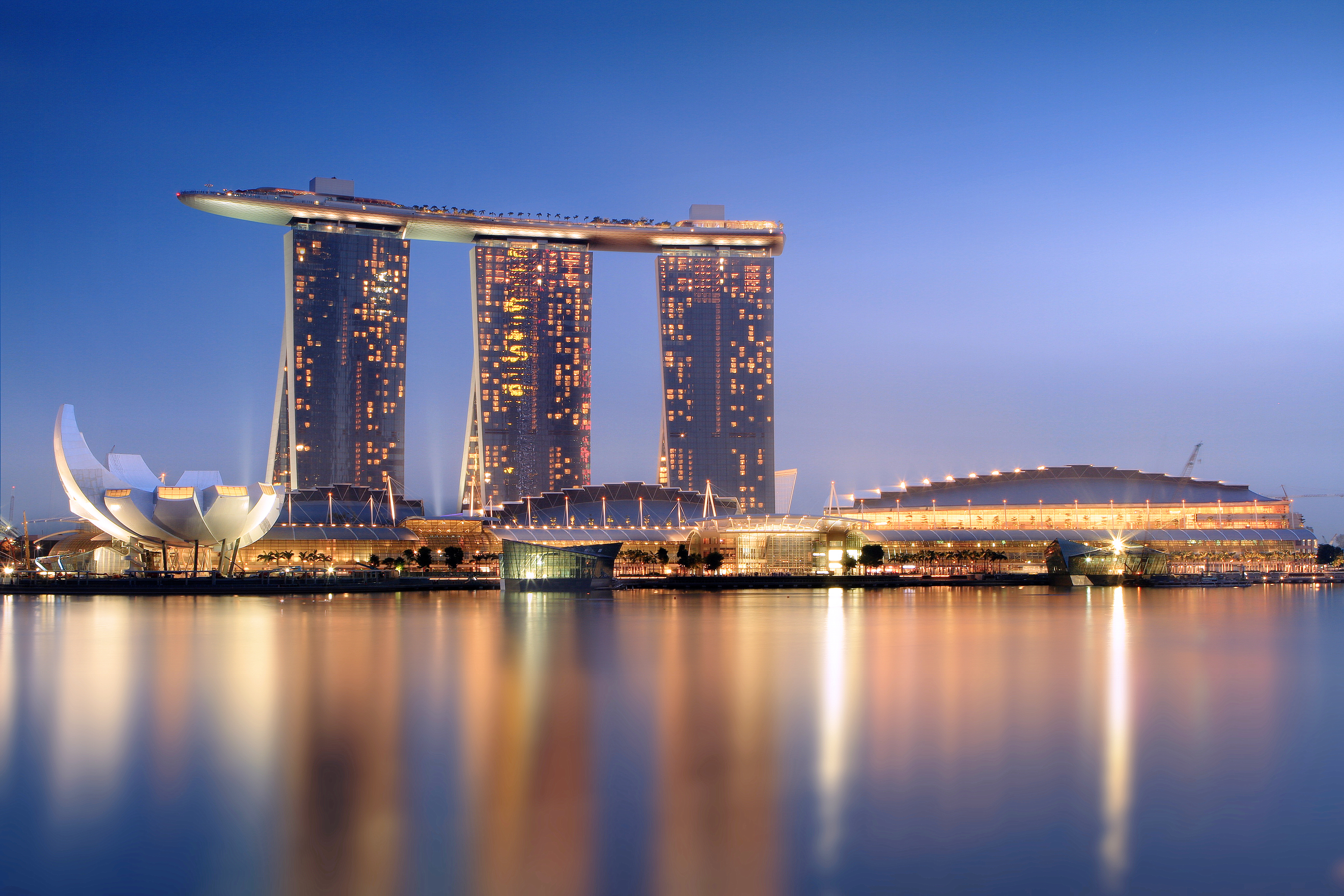
Das Marina Bay Sands in Singapur

### Macau
- Sands Macao, Macau
- The Venetian Macao, Macau
- Cotai Arena, Macau
- The Parisian Macao, Macau
- The Londoner Macao, Macau

### Singapur
- Marina Bay Sands, Singapur

### Indonesien
- Central Park Jakarta

### Ehemals
- Sands Hotel and Casino, Las Vegas
- The Venetian Las Vegas, Las Vegas
- The Palazzo, Las Vegas